# Zakaria Tawfik Abdel Fattah
Zakaria Tawfik Abdel Fattah (arabisch زكريا توفيق عبد الفتاح) ist ein ägyptischer Beamter. 
Abdel Fattah war vor 1962 Generaldirektor des „Office des Changes“ (u. a. für die Regulierung des Devisenhandels zuständige Behörde) in Ägypten. Von 1962 bis 1967 war Abdel Fattah Unterstaatssekretär im Ägyptischen Wirtschaftsministerium, wo er mit Außenhandelsbeziehungen Ägyptens betraut war. Um 1967 war er Präsident der Baumwollorganisation Ägyptens. Von 1967 bis 1972 leitete er als Präsident die Kommission für die Entschädigung ausländischer Vermögenswerte Ägyptens. Danach war er unter anderem Minister für Versorgung und internationalen Handel Ägyptens.